# Акарициди
Акарициди (від лат. acarus — кліщ, caedo — вбиваю) — отрутохімікати, що застосовуються для знищення кліщів.
Розрізняють акарициди контактної та внутрішньорослинної або системної дії.
При обприскуванні рослин акарицидами системної дії вони через тканини рослини потрапляють до її судинної системи і поширюються по всій рослині. Рослини зберігають токсичність для сисних шкідників протягом 30 або більше днів.
Як акарициди використовують тіофос (НІУІФ-100, паратіон), (вофатокс, метилпаратіон), карбофос (малатіон, малатон), ефірсульфонат (овотран, етоміт, ропинекс, К-100), фосфамід (рогор, фортизан ММ, Бі-58). Проти зимуючих яєць кліщів застосовують динітроортокрезол і вітрафен.
Використовуються для знешкодження кліщів (пр., нітрофеноли, їх ефіри, N-алкілкарбамати, похідні бензімідазолу, дифенілкарбінолу, хіноксаліну).